# Умников, Сергей Дмитриевич
Сергей Дмитриевич Умников (20 октября 1902 — 30 сентября 1998) — почётный гражданин города Пушкина, основатель музея А. А. Ахматовой. Лауреат Царскосельской художественной премии. Участник Гражданской, Финской и Великой Отечественной войн.

## Биография
Основал первый в России музей Анны Андреевны Ахматовой на ул. Вокзальной д. 25 кв. 21.
Когда Сергей Дмитриевич открыл доступ к своей коллекции, его квартиру «стали посещать ближайшие знакомые, затем знакомые знакомых, а потом весть о музее распространилась и по всему Советскому Союзу. Были посетители из Америки, Англии, Франции, Германии, Дании, Финляндии и многих других стран…»
Своим подвижническим трудом он добился переименования улицы Вокзальной в г. Пушкине на улицу Ахматовскую.
Похоронен под номером 132 на Казанском кладбище в г. Пушкин (Царское Село), Ленинградской области.

## Награды
- Орден Отечественной войны II степени